# Hana Nitsche

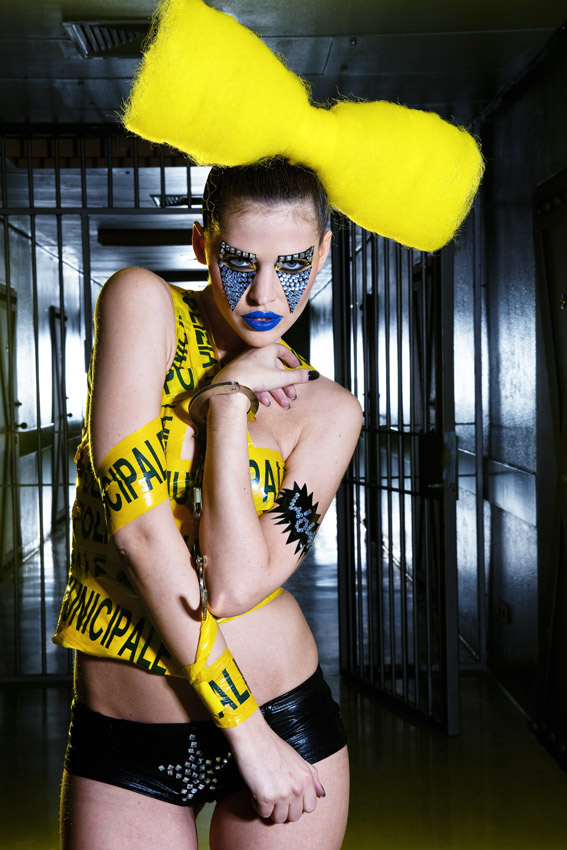
Hana Nitsche (2011)

Hana Nitsche (* 13. Dezember 1985 in Jeseník, Tschechoslowakei) ist ein deutsches Model. Sie wurde 2007 als Drittplatzierte von Germany’s Next Topmodel bekannt.

## Werdegang
Nitsche wuchs in Oftersheim auf. Ihre Mutter lebt in Tschechien. Sie gewann 2005 den Wettbewerb Model of the World Germany. 2007 nahm sie an der Castingshow Germany’s Next Topmodel teil, bei der sie im Finale den dritten Platz belegte. Seit der Teilnahme an der Show war sie als Model auf Modeschauen für Unrath & Strano, Mango, Allude, Guido Maria Kretschmer und Lena Hoschek tätig. Seit 2005 erschien sie in Editorials und auf Titelblättern der Zeitschriften Harper’s Bazaar (Arabien), Elle (Türkei), Maxim (Deutschland, USA), Glamour, FHM (Deutschland, Frankreich, Niederlande), Cosmopolitan (Zypern), Women´s Health (USA), Spoil Me (Griechenland) und GQ (Italien). Es folgten Fotoaufnahmen und PR-Auftritte für die Unternehmen Anson’s, C&A, Karstadt, Volvo, Opel, Herbal Essences und Esprit. Für das in New York City ansässige Kaufhaus Lord & Taylor warb Nitsche in einem Werbespot, der im US-Fernsehen ausgestrahlt wurde.
Sie wirkte außerdem in Musikvideos mit, u. a. von Marquess, Barış Akarsu, Michael Mind oder Max Mutzke. Im Kinofilm Männerherzen hatte sie 2009 eine Nebenrolle. Im selben Jahr klagte sie sich als erste Teilnehmerin von Germany’s Next Topmodel aus den Verträgen der Castingshow. Für ein Fotoshooting der Modemarke Camp David stand Hana Nitsche zusammen mit dem schwedischen Model Marcus Schenkenberg vor der Kamera und ließ sich 2011 für die Anti-Pelz-Kampagne der Tierrechtsorganisation PETA nackt ablichten. Für Stephan Pelger war sie bei der Fashion Week Berlin 2011 auf dem Laufsteg zu sehen. Die Zeitschrift Maxim zeigte sie 2016 auf dem Cover der Oktoberausgabe und wählte sie auf Platz eins der „Hot 100“. Im Januar 2017 nahm sie am Gesangswettbewerb It Takes 2 bei RTL teil. Seit Juni 2020 ist Hana Nitsche Schirmherrin des „Health Center Jattaba“ in Gambia. Im September 2024 gab sie das Ende ihrer Modelkarriere bekannt, von der sie bereits nach der Geburt ihrer Tochter Abstand nahm.

## Privatleben
Von Dezember 2012 bis Februar 2013 war die in New York lebende Nitsche mit dem amerikanischen Unternehmer Russell Simmons liiert, von 2015 bis Ende 2016 mit dem US-amerikanischen Fitness-Coach Sam Moorman. Sie und ihr Verlobter Chris Welch wurden im August 2018 Eltern einer Tochter. Mittlerweile lebt das verheiratete Paar in Kalifornien.

## Auszeichnungen und Ehrungen
- 2020: Ehrenbürgerin von Jataba, Kiang West, Lower River Region, Gambia[17]

## Filmografie (Auswahl)
- 2007: Germany’s Next Topmodel (Castingshow)
- 2007: Extreme Activity (Spielshow)
- 2009: Männerherzen
- 2012: Models in the City (Fernsehserie)
- 2013: A Top Model in New York (Fernsehfilm)
- 2017: Promi Shopping Queen (Doku-Soap)